# Senecio hualtata
Senecio hualtata là một loài thực vật có hoa trong họ Cúc. Loài này được Bertero ex DC. miêu tả khoa học đầu tiên năm 1838.